# Jaime González Chas
Jaime González Chas (La Coruña, 11 de agosto de 1933 - Arteijo, 28 de noviembre de 2011), fue un tirador olímpico español, que participó en cuatro Juegos Olímpicos (Ciudad de México 1968, Múnich 1972, Montreal 1976 y Moscú 1980).

## Trayectoria
González Chas fue uno de los practicantes de tiro deportivo más reconocidos de España en la década de los 70. Practicante de diversas especialidades, se proclamó campeón de España en 59 ocasiones. En 1968 participó por primera vez en los Juegos Olímpicos de México 1968 (acabando 31º), participación olímpica que revalidó en Múnic 1972, donde obtuvo su resultado internacional más destacado, consiguiendo un quinto puesto en la final de pistola de velocidad 25 metros. También participó en seis ediciones del Campeonato Mundial de Tiro.
Participó posteriormente en dos ediciones olímpicas más como tirador, Montreal 1976 (20º clasificado) y Moscú 1980 (22º clasificado), y en dos ediciones como adiestrador y seleccionador de España (Barcelona 1992 y Atlanta 1996). Después de su retirada de la práctica de tiro en activo se dedicó a la formación y el adiestramiento.
Fue socio fundador de la Real Sociedad Deportiva Hípica da Coruña.

## Obra
- La preparación del tirador (1997)

## Reconocimientos
- Hijo adoptivo da La Coruña.[4]